# Saliha Dilaşub Sultan
Vâlide Sâliha Dil-Âşûb Sultan (en turco otomano: صالحہ دل آشوب سلطان‎; "virtuosa" y "salvaje") (Serbia, c.1626 — Estambul, 4 de diciembre de 1689), también llamada Aşub Sultan, fue la primera de las ocho Haseki que tuvo el sultán Ibrahim I y Valide sultan de su hijo Suleiman II.

## Vida
Su origen es desconocido. Hoy en día, es aceptado que era de Serbia, y se llamaba Katarina. Otros historiadores aseguran que era griega, croata o de los Balcanes.
Su país de nacimiento sigue siendo desconocido y solo se sabe que nació hacia 1626, ya que cuando dio a luz a su único hijo mencionan que ella tiene 16 años.
Fue llevada al palacio imperial y pronto se convirtió en favorita de Ibrahim I. El 15 de abril de 1642 dio a luz a su hijo, Suleiman II, que era el hermano menor de Mehmed IV (r. 1648 — 1687), hijo de la otra consorte, Turhan Hatice Sultan.
En algunas de las crónicas otomanas se la llama Aşub, y fue la primera favorita del sultán Ibrahim antes de Telli Hümaşah Sultan, esto se ejemplifica en el hecho de que las Haseki de Ibrahim recibían todas 1.000 aspers al día a excepción de la segunda, Saliha Dilaşub Sultan que recibió 1.300 aspers por día. Saliha Dilaşub fue descrita como una mujer simple de corazón con carácter indisciplinado.
Después de la deposición y muerte del sultán Ibrahim, Saliha Dilaşub junto con las demás consortes y otros miembros de la corte de Ibrahim fueron enviados al Palacio Viejo. Esperaba que el conflicto entre la primera esposa de Ibrahim, la ucraniana Turhan Hatice y la madre del sultán, Kösem Sultan cambiaría su fortuna, convirtiéndola a ella en Valide: Kösem Sultan planeaba matar a su nuera y destronar a su nieto, Mehmed IV, con la ayuda de algunos altos oficiales del cuerpo de jenízaros, y colocar al Şehzade Suleiman, el hijo de Saliha Dilaşub, en el trono. Sin embargo, una esclava del harén advirtió a Turhan Hatice, la cual logró el estrangulamiento de su suegra a manos de los eunucos del harén. Saliha Dilaşub pasó retenida 39 años en el Palacio Viejo hasta que en 1687 Mehmed IV fue depuesto y el trono fue alcanzado por Suleiman II, y ella se convirtió en la siguiente Valide Sultan.

## Muerte
Como Valide, Saliha estableció una fundación en Estambul, y también hizo caridad, pero no tuvo tiempo de construir mucha energía o comenzar ningún proyecto de construcción. Su salud pronto comenzó a deteriorarse. Murió el 4 de diciembre de 1689, y fue enterrada en el mausoleo de Suleiman el Magnífico en la Mezquita de Süleymaniye de Estambul.

## Descendencia
- Suleiman II (1642 — 1691), sultán del Imperio Otomano.

Hoy en día, se le atribuyen hijas como Beyhan Sultan, Ümmügülsüm Sultan o Ayşe Sultan. Pero, debido a la mayoría de archivos perdidos o destruidos, se desconoce si fue así.
Aunque una carta de ella menciona a "su hijo e hijas", lo que sugiere que tuvo hijas, pero sus nombres son desconocidos. La carta data supuestamente después de la ascensión al trono de Suleiman, lo que dice que quizás Beyhan era su hija, o alguna sultana a la cual se le perdió el rastro en los archivos.

## En la actualidad
En la película de 2010 Mahpeyker: Kösem Sultan, Saliha Dilaşub es interpretada por la actriz turca Gökcan Gökmen.
En la serie histórica Muhteşem Yüzyıl: Kösem, Saliha Dilaşub fue interpretada por la actriz turca Ece Güzel.
Saliha Dilaşub, aparece en la novela del periodista ucraniano Oleksandra Shutko, "Hatice Turhan."